# 全世界海洋情報サービスシステム
全世界海洋情報サービスシステム（ぜんせかいかいようじょうほうサービスシステム、Integrated Global Ocean Service System）とは、海洋観測データの国際的な収集・利用のための計画。
略称はIGOSS。
全世界海洋情報サービス計画、総合世界観測網計画、アイゴス計画ともよばれる。

## 解説
1963年にユネスコの政府間海洋学委員会（IOC）に固定海洋観測所（Fixed Ocean Stations）に関する作業部会が設置され、その作業部会に世界気象機関（WMO）が加わり、これがIGOSSの原形となる。当初の名称はIntegrated Global Ocean Station Systemであったが、目的の変更とともに現在の名称になった。1999年の世界気象会議とIOC総会において、IGOSSはWMOの海洋気象委員会（Commission for Marine Meteorology、CMM）とともにWMO/IOC 合同海洋・海上気象専門家委員会（Joint WMO/IOC Technical Commission for Oceanography and Marine Meteorology、JCOMM）を構成し、両者はJCOMMとして活動を開始した。